# Nasser al-Din Shah Qajar
Nasser al-Din Shah Qajar, (16 tháng 6 năm 1831-1 tháng 5 năm 1896) là vị vua thứ tư của nhà Qajar của Ba Tư, trị vì từ 17 tháng 9 năm 1848 cho đến 1 tháng 5 năm 1896. Ông là con của Mohammad Shah Qajar, và là vị quốc vương có thời gian cai trị lâu dài thứ ba trong lịch sử Ba Tư, sau Shapur II của nhà Sassanid và Tahmasp I của nhà Safavid. Ông có quyền lực tối cao trong 50 năm và cũng là vua Ba Tư đầu tiên viết và xuất bản một cuốn hồi ký về cuộc đời mình. Nasser al-Din Shah Qajar cũng được xem như là vị quốc vương nổi bật nhất của triều đại Qajar.
Trong đầu thời trị vì của ông, các thủ lĩnh tôn giáo địa phương đã liên tiếp chống đối ông. Ngoài ra thời kỳ của ông cũng có nhiều cải cách, chủ yếu là từ vị thủ tướng Amir Kabir.
Ông cũng là vị quốc vương Ba Tư hiện đại đầu tiên đến thăm châu âu vào cả 3 lần: 1873, 1878, và 1889.
Năm 1896, quốc vương Nasser al-Din Shah Qajar bị ám sát sau sinh nhật lần thứ 65 của ông. Thủ phạm là Mirza Reza Kermani đã dùng súng để bắn chết ông. Về sau đó, người dân Ba Tư nhớ đến ông như "Vị vua tử vì đạo".